# Antoni Gębala
Antoni Gębala (ur. 19 marca 1919 w Wilkowicach, zm. kwiecień 1994) – polski lekarz pediatra, profesor nauk medycznych.
W roku 1937 ukończył I Liceum Ogólnokształcące im. Mikołaja Kopernika w Bielsku-Białej. Następnie rozpoczął studia medyczne na Uniwersytecie Jagiellońskim, podczas których dorabiał m.in. jako korepetytor i pracownik fizyczny. Naukę przerwała II wojna światowa. W początkowych latach okupacji ukrywał się w Zborowie, gdzie pracował jako nauczyciel tajnego nauczania. W latach 1942–1944 kontynuował przerwane studia we Lwowie, a ich V rok ukończył we wrześniu 1945 już na UJ. Został następnie zatrudniony w tym uniwersytecie początkowo na stanowisku asystenta w Zakładzie Fizjologii, później w Zakładzie Farmakologii, a ostatecznie w Zakładzie Pediatrii.
W 1947 obronił doktorat i został adiunktem w Klinice Pediatrycznej, kierowanej przez profesora Władysława Bujaka. Łączył tę pracę z funkcją lekarza szkolnego i kierowaniem "Przychodnią dla Dzieci Ulicy". Dwukrotnie przebywał też na zagranicznych stypendiach WHO w Szwajcarii, Austrii, Włoszech, Francji i Kanadzie. W 1954 roku uzyskał habilitację. W latach 1960–1961 był współtwórcą i kierownikiem II Kliniki Pediatrycznej w Krakowie.
Jesienią 1961 roku przeniósł się do Lublina, gdzie podjął pracę na Akademii Medycznej, gdzie objął posadę dyrektora Instytutu Pediatrii. W roku 1965 otrzymał tytuł profesora nadzwyczajnego, profesorem zwyczajnym został w roku 1972. Był jednym ze współzałożycieli Dziecięcego Szpitala Klinicznego. Na emeryturę odszedł 30 września 1989 roku. Zmarł w 1994 i 1 maja 1994 został pochowany na cmentarzu przy lubelskim kościele św. Agnieszki.
Opublikował 164 prace naukowe i był autorem rozdziałów w podręcznikach i monografiach. Uczestniczył w 50 zjazdach naukowych, wygłaszając ponad 100 referatów. Promował 40 doktorów medycyny, 11 jego współpracowników otrzymało tytuł profesora, a ponad 100 kształcących się pod Jego okiem lekarzy – pełną specjalizację pediatryczną. Uhonorowano go odznaczeniami państwowymi i resortowymi, a także orderami "Zasłużonego dla Lublina" i "Zasłużonego dla Lubelszczyzny" oraz odznaką "Przyjaciela Dziecka".
Jest patronem Uniwersyteckiego Szpitala Dziecięcego w Lublinie oraz przylegającej do niego ulicy.